# Carlos Rubiera Tuya
Carlos Rubiera Tuya (6 de febrer de 1956, Gijón, Astúries) és un músic i escriptor asturià. Membre de Conceyu Bable, del Partíu Asturianista o de l'Acadèmia de la Llengua Asturiana, és una de les persones més actives del moviment polític i cultural asturianista.

## Biografia
José Carlos Rubiera Tuya va néixer a Cabueñes, encara que al cap de poc la seva família es va traslladar a Garvelles, en la parròquia xixonesa de Caldones, on encara segueix residint. Després d'estudiar Magisteri a la Universitat d'Oviedo i música als conservatoris d'Oviedo i Gijón, es va dedicar professionalment a l'ensenyament. Destaca per la seva labor en la difusió de la llengua asturiana, no només com a cantant i escriptor, sinó també com responsable de les classes d'asturià en la Universitat Popular de Gijón, o com presentador de programes en el centre territorial de Televisió Espanyola i en l'emissora Radio Mar de Gijón. Ja des de mitjans dels anys setanta apareix vinculat a les activitats de Conceyu Bable i col·labora en la secció Alitar Asturies del diari El Comercio. Anys després va ser un dels primers membres de nombre de l'Acadèmia de la Llengua Asturiana.
En l'àmbit polític va ser membre fundador del Partíu Asturianista el 1985 i va formar part de la seva executiva nacional fins a 1999. Representant a aquest partit va formar part del Conseyu de Comunidades Asturianes i del consell d'administració de la Productora de Programes del Principat d'Astúries.

## Música
Als divuit anys va compondre la seva primera cançó "Al mio primu" (Al meu cosí), Per aquesta època es va donar a conèixer com cantautor i va anar una de les personalitats més rellevants de l'anomenada nova cançó asturiana. Algunes de les seves cançons, com "La capitana", van arribar gran popularitat i es prenen moltes vegades com tradicionals. Altres cançons destacades són "Sardinera de Xixón", "Adiós con tol corazón" o una versió del "Viatge a Itaca" de Lluis Llach. En 2004 va crear el segell discogràfic La Capitana, amb el qual va editar un discollibre en el qual resumia la seva carrera musical fins a aquest moment.
La seva labor en el terreny de la música, a més dels 13 discos que duu publicats, es completa amb un estudi sobre la tradició musicla infantil publicat en el número 26 de Lletres Asturianes, "Apurrimano al folklor musical d'Asturies: añaes y cantares pa neños"; una col·lecció de aries i lieder de Tosti, Brahms, Schubert, Fauré, Puccini, Bellini, entre d'altres, en llengua asturiana: "En clave de Lluna" (2019); i un llibre de pieces corales: "Lluna d'abril" (2022)

## Discografia
- Les campanes del alba (1976)
- Pasín a pasu (1981)
- Barcu veleru (1984)
- Camín del norte (1986)
- Mariñanes (1988)
- Emigrantes (1989)
- 10 años: Antoloxía (1992)
- Viaxe al silenciu (2001, reeditado en 2004)
- Carlos Rubiera, 30 años (2005)
- Canciones de Xixón (2006)
- Asturianaes I (2007)
- Asturianaes II (2015)
- 30 Asturianaes (2020)

### Narrativa
- Cuentos de tres la Guerra. Uviéu, 1981.
- Ñublu de mar y de distancia. Uviéu, 1983
- Cuentos de bona oreya. Uviéu, 1988.
- L'encargu de La Lloca de Dublín, 2004

### Lliteratura infantil
- Vida y aventures de Musín. Oviedo, 1983.

### Poesia
- Romance de la boroña preñada. Gijón, 1983.
- Venti sonetos de la vida y la muerte. Oviedo, 1999.
- Memoria del futuru. Uviéu, 2023

### Assaig
- La cultura asturiana, presente y perspectivas. Oviedo, 1981.

### Edicions literàries
- Andrés Solar: Obres inédites. Aviaes y anotaes por C. Rubiera y R. d'Andrés. Oviedo, 1986.